# Futebol da Região Sul do Brasil
O futebol da Região Sul do Brasil conta com cinco clubes no Campeonato Brasileiro Série A de 2024 (Athletico Paranaense, Criciúma, Grêmio, Internacional e Juventude), cinco clubes no Campeonato Brasileiro Série B de 2024 (Avaí, Brusque, Chapecoense, Coritiba e Operário-PR), cinco clubes no Campeonato Brasileiro Série C de 2024, (Caxias, Figueirense, Londrina, São José-RS, Ypiranga de Erechim) e outros nove clubes no Campeonato Brasileiro de Futebol Série D de 2024.
Os campeonatos estaduais da Região Sul são: Campeonato Catarinense, Campeonato Gaúcho e Campeonato Paranaense.

## Clubes mais destacados
A Região Sul conta com alguns dos principais clubes do futebol brasileiro, quatro com destaque internacional, Grêmio, Internacional, Athletico Paranaense e Chapecoense, pelos títulos conquistados, e outros com grande relevância no cenário nacional, como Avaí, Brasil de Pelotas, Caxias, Coritiba, Criciúma, Figueirense, Joinville, Juventude, Londrina, Operário Ferroviário e Paraná Clube, habituais frequentadores das duas principais divisões de futebol do Brasil.

### Principais conquistas
| Ano  | Competição                                              | Campeão              | Vice-Campeão             |
| ---- | ------------------------------------------------------- | -------------------- | ------------------------ |
| 1959 | Taça Brasil — Grupo Sul                                 | Grêmio               | Atlético Paranaense      |
| 1959 | Taça Brasil — Zona Sul                                  | Grêmio               | Atlético Mineiro         |
| 1960 | Taça Brasil — Grupo Sul                                 | Grêmio               | Coritiba                 |
| 1962 | Campeonato Sul-Brasileiro                               | Grêmio               | Marcílio Dias            |
| 1962 | Taça Brasil — Grupo Sul                                 | Internacional        | Metropol                 |
| 1962 | Taça Brasil — Zona Sul                                  | Internacional        | Cruzeiro                 |
| 1963 | Taça Brasil — Grupo Sul                                 | Grêmio               | Metropol                 |
| 1963 | Taça Brasil — Zona Sul                                  | Grêmio               | Atlético Mineiro         |
| 1964 | Taça Brasil — Grupo Sul                                 | Metropol             | Grêmio                   |
| 1965 | Taça Brasil — Grupo Sul                                 | Grêmio               | Olímpico                 |
| 1965 | Taça Brasil — Zona Sul                                  | Grêmio               | Siderúrgica              |
| 1966 | Taça Brasil — Grupo Sul                                 | Grêmio               | Ferroviário/PR           |
| 1967 | Taça Brasil — Grupo Sul                                 | Grêmio               | Ferroviário/PR           |
| 1968 | Taça Brasil — Grupo Sul                                 | Metropol             | Grêmio                   |
| 1968 | Torneio Centro–Sul (Região Sul)                         | Grêmio Maringá       | Santa Cruz/RS            |
| 1968 | Torneio Centro–Sul                                      | Grêmio Maringá       | Villa Nova               |
| 1969 | Torneio dos Campeões da CBD                             | Grêmio Maringá       | Santos                   |
| 1969 | Taça Pierre Colon (*)                                   | Coritiba             | Girondins de Bordeaux    |
| 1973 | Torneio do Povo (*)                                     | Coritiba             | Bahia                    |
| 1975 | Campeonato Brasileiro – Série A                         | Internacional        | Cruzeiro                 |
| 1976 | Campeonato Brasileiro – Série A                         | Internacional        | Corinthians              |
| 1979 | Campeonato Brasileiro – Série A                         | Internacional        | Vasco da Gama            |
| 1980 | Campeonato Brasileiro – Série B                         | Londrina             | CSA                      |
| 1981 | Trofeo Ciudad de Valladolid (*)                         | Grêmio               | Tatabánya                |
| 1981 | Campeonato Brasileiro – Série A                         | Grêmio               | São Paulo                |
| 1982 | Trofeo Joan Gamper (*)                                  | Internacional        | Manchester City          |
| 1983 | Taça Akwaba (*)                                         | Coritiba             | Africa Sports D'Abidjan  |
| 1983 | Trofeo Costa del Sol (*)                                | Internacional        | América/MEX              |
| 1983 | Conmebol Libertadores                                   | Grêmio               | Peñarol                  |
| 1983 | Copa Intercontinental                                   | Grêmio               | Hamburgo                 |
| 1984 | Torneio Heleno Nunes                                    | Internacional        | Bahia                    |
| 1985 | Trofeo Ciudad de Palma de Mallorca (*)                  | Grêmio               | Barcelona                |
| 1985 | Rotterdam AD-Tournament (*)                             | Grêmio               | Bayern München           |
| 1985 | Campeonato Brasileiro – Série A                         | Coritiba             | Bangu                    |
| 1986 | Philips Cup Toernooi (*)                                | Grêmio               | Borussia Mönchengladbach |
| 1987 | Philips Cup Toernooi (*)                                | Grêmio               | Neuchâtel Xamax          |
| 1986 | Torneio Brasil Sul                                      | Matsubara            | Grêmio Maringá           |
| 1987 | Trofeo Ciudad de Vigo (*)                               | Internacional        | Celta de Vigo            |
| 1989 | Copa do Brasil                                          | Grêmio               | Sport Recife             |
| 1990 | Supercopa do Brasil                                     | Grêmio               | Vasco da Gama            |
| 1991 | Copa do Brasil                                          | Criciúma             | Grêmio                   |
| 1992 | Copa do Brasil                                          | Internacional        | Fluminense               |
| 1992 | Campeonato Brasileiro – Série B                         | Paraná Clube         | Vitória                  |
| 1994 | Copa do Brasil                                          | Grêmio               | Ceará                    |
| 1994 | Campeonato Brasileiro – Série B                         | Juventude            | Goiás                    |
| 1995 | Torneio Mercosul (Federação Catarinense de Futebol) (*) | Figueirense          | Joinville                |
| 1995 | Copa Sanwa Bank (J.League)                              | Grêmio               | Tokyo Verdy              |
| 1995 | Conmebol Libertadores                                   | Grêmio               | Atlético Nacional        |
| 1995 | Campeonato Brasileiro – Série B                         | Athletico Paranaense | Coritiba                 |
| 1996 | Torneio Mercosul (Federação Catarinense de Futebol) (*) | Internacional        | Universidad Católica     |
| 1996 | Conmebol Recopa                                         | Grêmio               | Independiente            |
| 1996 | Campeonato Brasileiro – Série A                         | Grêmio               | Portuguesa               |
| 1997 | Trofeo Colombino (*)                                    | Grêmio               | Sevilla                  |
| 1997 | Copa do Brasil                                          | Grêmio               | Flamengo                 |
| 1997 | Festival Brasileiro de Futebol (*)                      | Coritiba             | Botafogo                 |
| 1998 | Campeonato Brasileiro – Série C                         | Avaí                 | São Caetano              |
| 1999 | Copa Sul                                                | Grêmio               | Paraná Clube             |
| 1999 | Copa do Brasil                                          | Juventude            | Botafogo                 |
| 1999 | Seletiva para a Libertadores                            | Athletico Paranaense | Cruzeiro                 |
| 2000 | Copa João Havelange - Módulos Verde e Branco            | Malutrom             | Uberlândia               |
| 2000 | Copa João Havelange - Módulo Amarelo                    | Paraná Clube         | São Caetano              |
| 2001 | Copa do Brasil                                          | Grêmio               | Corinthians              |
| 2001 | Campeonato Brasileiro – Série A                         | Athletico Paranaense | São Caetano              |
| 2002 | Campeonato Brasileiro – Série B                         | Criciúma             | Fortaleza                |
| 2005 | Campeonato Brasileiro – Série B                         | Grêmio               | Santa Cruz               |
| 2006 | Conmebol Libertadores                                   | Internacional        | São Paulo                |
| 2006 | Campeonato Brasileiro – Série C                         | Criciúma             | Vitória                  |
| 2006 | Copa do Mundo de Clubes                                 | Internacional        | Barcelona                |
| 2007 | Conmebol Recopa                                         | Internacional        | Pachuca                  |
| 2007 | Campeonato Brasileiro – Série B                         | Coritiba             | Ipatinga                 |
| 2007 | Recopa Sul-Brasileira                                   | Marcílio Dias        | Caxias                   |
| 2008 | Dubai Cup                                               | Internacional        | Internazionale           |
| 2008 | Conmebol Sul-Americana                                  | Internacional        | Estudiantes              |
| 2008 | Recopa Sul-Brasileira                                   | Brusque              | Atlético Sorocaba        |
| 2009 | Copa Suruga Bank                                        | Internacional        | Oita Trinita             |
| 2009 | Recopa Sul-Brasileira                                   | Joinville            | Serrano Centro-Sul       |
| 2010 | Conmebol Libertadores                                   | Internacional        | Deportivo Guadalajara    |
| 2010 | Campeonato Brasileiro – Série B                         | Coritiba             | Figueirense              |
| 2010 | Recopa Sul-Brasileira                                   | Cerâmica             | Brusque                  |
| 2011 | Conmebol Recopa                                         | Internacional        | Independiente            |
| 2011 | Campeonato Brasileiro – Série C                         | Joinville            | CRB                      |
| 2014 | Campeonato Brasileiro – Série B                         | Joinville            | Ponte Preta              |
| 2016 | Conmebol Sul-Americana                                  | Chapecoense          | Atlético Nacional        |
| 2016 | Copa do Brasil                                          | Grêmio               | Atlético Mineiro         |
| 2017 | Primeira Liga                                           | Londrina             | Atlético Mineiro         |
| 2017 | Campeonato Brasileiro – Série D                         | Operário Ferroviário | Globo                    |
| 2017 | Conmebol Libertadores                                   | Grêmio               | Lanús                    |
| 2018 | Conmebol Recopa                                         | Grêmio               | Independiente            |
| 2018 | Campeonato Brasileiro – Série C                         | Operário Ferroviário | Cuiabá                   |
| 2018 | Conmebol Sul-Americana                                  | Athletico Paranaense | Atlético Junior          |

- Torneios amistosos.

### Outras campanhas destacadas
| Ano  | Competição                      | Campeão             | Vice-Campeão         |
| ---- | ------------------------------- | ------------------- | -------------------- |
| 1960 | Taça Brasil — Zona Sul          | Fluminense          | Grêmio               |
| 1961 | Taça Brasil — Grupo Sul         | Palmeiras           | Grêmio               |
| 1964 | Taça Brasil — Zona Sul          | Atlético Mineiro    | Metropol             |
| 1966 | Taça Brasil — Zona Sul          | Cruzeiro            | Grêmio               |
| 1967 | Torneio Roberto Gomes Pedrosa   | Palmeiras           | Internacional        |
| 1968 | Torneio Roberto Gomes Pedrosa   | Santos              | Internacional        |
| 1971 | Torneio do Povo                 | Corinthians         | Internacional        |
| 1980 | Conmebol Libertadores           | Nacional            | Internacional        |
| 1982 | Campeonato Brasileiro – Série A | Flamengo            | Grêmio               |
| 1984 | Conmebol Libertadores           | Independiente       | Grêmio               |
| 1988 | Campeonato Brasileiro – Série A | Bahia               | Internacional        |
| 1990 | Campeonato Brasileiro – Série B | Sport Recife        | Athletico Paranaense |
| 1993 | Copa do Brasil                  | Cruzeiro            | Grêmio               |
| 1995 | Copa do Brasil                  | Corinthians         | Grêmio               |
| 1995 | Copa Intercontinental           | Ajax                | Grêmio               |
| 2001 | Copa Sul-Minas                  | Cruzeiro            | Coritiba             |
| 2002 | Copa Sul-Minas                  | Cruzeiro            | Athletico Paranaense |
| 2001 | Campeonato Brasileiro – Série B | Paysandu            | Figueirense          |
| 2004 | Campeonato Brasileiro – Série A | Santos              | Athletico Paranaense |
| 2005 | Conmebol Libertadores           | São Paulo           | Athletico Paranaense |
| 2005 | Campeonato Brasileiro – Série A | Corinthians         | Internacional        |
| 2006 | Campeonato Brasileiro – Série A | São Paulo           | Internacional        |
| 2007 | Copa do Brasil                  | Fluminense          | Figueirense          |
| 2007 | Conmebol Libertadores           | Boca Juniors        | Grêmio               |
| 2008 | Campeonato Brasileiro – Série A | São Paulo           | Grêmio               |
| 2009 | Copa do Brasil                  | Corinthians         | Internacional        |
| 2009 | Conmebol Recopa                 | LDU                 | Internacional        |
| 2009 | Campeonato Brasileiro – Série A | Flamengo            | Internacional        |
| 2011 | Copa do Brasil                  | Vasco da Gama       | Coritiba             |
| 2012 | Copa do Brasil                  | Palmeiras           | Coritiba             |
| 2012 | Campeonato Brasileiro – Série B | Goiás               | Criciúma             |
| 2013 | Copa do Brasil                  | Flamengo            | Athletico Paranaense |
| 2013 | Campeonato Brasileiro – Série D | Botafogo da Paraíba | Juventude            |
| 2013 | Campeonato Brasileiro – Série B | Palmeiras           | Chapecoense          |
| 2013 | Campeonato Brasileiro – Série A | Cruzeiro            | Grêmio               |
| 2014 | Campeonato Brasileiro – Série D | Tombense            | Brasil de Pelotas    |
| 2015 | Campeonato Brasileiro – Série C | Vila Nova           | Londrina             |
| 2016 | Primeira Liga                   | Fluminense          | Athletico Paranaense |
| 2016 | Campeonato Brasileiro – Série B | Atlético Goianiense | Avaí                 |
| 2017 | Conmebol Recopa                 | Atlético Nacional   | Chapecoense          |
| 2017 | Copa Suruga Bank                | Urawa Red Diamonds  | Chapecoense          |
| 2017 | Campeonato Brasileiro – Série B | América Mineiro     | Internacional        |
| 2017 | Copa do Mundo de Clubes         | Real Madrid         | Grêmio               |

### Clubes mais antigos
| Ranking | Fundação               | Nome do clube                      | Cidade                | UF | Observação                                                               | Ref    |
| ------- | ---------------------- | ---------------------------------- | --------------------- | -- | ------------------------------------------------------------------------ | ------ |
| 1       | 19 de julho de 1900    | Sport Club Rio Grande              | Rio Grande            | RS | Mais antigo clube brasileiro ainda em atividade a ser fundado            | [ 2 ]  |
| 2       | 14 de julho de 1902    | Esporte Clube 14 de Julho          | Santana do Livramento | RS | Fundado em cidade na fronteira com o Uruguai                             | [ 3 ]  |
| 3       | 15 de setembro de 1903 | Grêmio Foot-Ball Porto Alegrense   | Porto Alegre          | RS | Primeiro clube de Porto Alegre ainda em atividade a ser fundado          | [ 4 ]  |
| 4       | 19 de abril de 1907    | Guarany Futebol Clube              | Bagé                  | RS |                                                                          | [ 5 ]  |
| 5       | 11 de outubro de 1908  | Esporte Clube Pelotas              | Pelotas               | RS |                                                                          | [ 6 ]  |
| 6       | 4 de abril de 1909     | Sport Club Internacional           | Porto Alegre          | RS |                                                                          | [ 7 ]  |
| 7       | 12 de outubro de 1909  | Coritiba Foot Ball Club            | Curitiba              | PR | Primeiro clube paranaense ainda em atividade a ser fundado               | [ 8 ]  |
| 8       | 23 de abril de 1911    | Clube Esportivo Lajeadense         | Lajeado               | RS | Primeiro clube do Vale do Taquari ainda em atividade a ser fundado       | [ 9 ]  |
| 9       | 1 de maio de 1911      | Esporte Clube Novo Hamburgo        | Novo Hamburgo         | RS | Primeiro clube do Vale do Rio dos Sinos ainda em atividade a ser fundado | [ 10 ] |
| 10      | 7 de setembro de 1911  | Grêmio Esportivo Brasil            | Pelotas               | RS |                                                                          | [ 11 ] |
| 11      | 1 de maio de 1912      | Operário Ferroviário Esporte Clube | Ponta Grossa          | PR |                                                                          | [ 12 ] |
| 12      | 7 de maio de 1912      | Riograndense Futebol Clube         | Santa Maria           | RS |                                                                          | [ 13 ] |
| 13      | 26 de março de 1913    | Futebol Clube Santa Cruz           | Santa Cruz do Sul     | RS |                                                                          | [ 14 ] |
| 14      | 29 de junho de 1913    | Esporte Clube Juventude            | Caxias do Sul         | RS |                                                                          | [ 15 ] |
| 15      | 14 de julho de 1913    | Esporte Clube Cruzeiro             | Porto Alegre          | RS |                                                                          | [ 16 ] |

- Já o Hercílio Luz Futebol Clube, fundado em 28 de dezembro de 1918 na cidade de Tubarão, é o clube catarinense em atividade mais antigo.[17]

## Campeonatos estaduais
Três campeonatos estaduais são realizados na Região Sul. Todos contam ao todo com a participação de 36 clubes nas divisões principais,sendo quatorze no gaúcho, doze no paranaense e dez no catarinense. O mais antigo campeonato estadual da Região Sul é o Campeonato Paranaense, que teve sua primeira edição realizada no ano de 1915.

### Campeonato Catarinense
O Campeonato Catarinense de Futebol é a competição de futebol disputada pelas equipes do estado de Santa Catarina. Organizado atualmente pela Federação Catarinense de Futebol, o campeonato é disputado desde 1924.
Participantes em 2019
| Equipe           | Cidade        | Estádio                            | Capacidade | Títulos |
| ---------------- | ------------- | ---------------------------------- | ---------- | --- |
| Atletico Tubarão | Tubarão       | Estádio Domingos Silveira Gonzales | 2.000      | 0 (não possui)                                                                                                   |
| Avaí             | Florianópolis | Ressacada                          | 17.826     | 17 (1924, 1926, 1927, 1928, 1930, 1942, 1943, 1944, 1945, 1973, 1975, 1988, 1997, 2009, 2010, 2012 e 2019)       |
| Brusque          | Brusque       | Augusto Bauer                      | 5.000      | 1 (1992) |
| Chapecoense      | Chapecó       | Arena Condá                        | 22.000     | 6 (1977, 1996, 2007, 2011, 2016 e 2017)                                                                          |
| Criciúma         | Criciúma      | Heriberto Hülse                    | 19.900     | 10 (1968, 1986, 1989, 1990, 1991, 1993, 1995, 1998, 2005 e 2013)                                                 |
| Figueirense      | Florianópolis | Orlando Scarpelli                  | 19.584     | 18 (1932, 1935, 1936, 1937, 1939, 1941, 1972, 1974, 1994, 1999, 2002, 2003, 2004, 2006, 2008, 2014, 2015 e 2018) |
| Hercílio Luz     | Tubarão       | Aníbal Torres Costa                | 3.570      | 2 (1957 e 1958)                                                                                                  |
| Joinville        | Joinville     | Arena Joinville                    | 20.160     | 12 (1976, 1978, 1979, 1980, 1981, 1982, 1983, 1984, 1985, 1987, 2000 e 2001)                                     |
| Marcílio Dias    | Itajaí        | Hercílio Luz                       | 6.010      | 1 (1963) |
| Metropolitano    | Blumenau      | Complexo Esportivo Bernardo Werner | 3.624      | 0 (não possui)                                                                                                   |

### Campeonato Paranaense
O Campeonato Paranaense é o principal torneio anual de futebol no estado brasileiro do Paraná, sendo organizado pelo entidade superintendente da modalidade neste estado do Brasil: Federação Paranaense de Futebol. Tem sido disputado ininterruptamente desde a sua primeira edição em 1915 e desde esse ano que os clubes da capital do estado partilharam entre si o domínio da competição, e só por dez vezes a cidade de Curitiba ficou sem título (num total de 103 edições), sendo o caso mais recente, a edição de 2015. Antes de 2015, o troféu saiu de Curitiba em 2014, 2007, 1992, 1981, 1980 (ex aequo com um clube da capital), 1977, 1964, 1963, 1962 e 1955 (quarenta anos depois da primeira edição).
Participantes em 2019
| Equipe               | Cidade        | Estádio            | Capacidade | Títulos |
| -------------------- | ------------- | ------------------ | ---------- | --- |
| Athletico Paranaense | Curitiba      | Arena da Baixada   | 43.000     | 25 (1925, 1929, 1930, 1943, 1936, 1940, 1943, 1945, 1949, 1958, 1970, 1982, 1983, 1985, 1988, 1990, 1998, 2000, 2001, 2002, 2005, 2009, 2016, 2018 e 2019)                                                                               |
| Cascavel CR          | Cascavel      | Olímpico Regional  | 28.125     | 0 (não possui) |
| Cianorte             | Cianorte      | Albino Turbay      | 3.000      | 0 (não possui) |
| Coritiba             | Curitiba      | Couto Pereira      | 40.310     | 38 (1916, 1927, 1931, 1933, 1935, 1939, 1941, 1942, 1946, 1947, 1951, 1952, 1954, 1956, 1957, 1959, 1960, 1968, 1969, 1971, 1972, 1973, 1974, 1975, 1976, 1978, 1979, 1986, 1989, 1999, 2003, 2004, 2008, 2010, 2011, 2012, 2013 e 2017) |
| FC Cascavel          | Cascavel      | Olímpico Regional  | 28.125     | 0 (não possui) |
| Foz do Iguaçu        | Foz do Iguaçu | Estádio do ABC     | 12.000     | 0 (não possui) |
| Londrina             | Londrina      | Estádio do Café    | 30.000     | 4 (1962, 1981, 1992 e 2014) |
| Maringá              | Maringá       | Willie Davids      | 21.600     | 0 (não possui) |
| Paraná               | Curitiba      | Vila Capanema      | 20.083     | 7 (1991, 1993, 1994, 1995, 1996, 1997 e 2006) |
| Operário Ferroviário | Ponta Grossa  | Germano Krüger     | 10.632     | 1 (2015) |
| Rio Branco           | Paranaguá     | Gigante do Itiberê | 11.000     | 0 (não possui) |
| Toledo               | Toledo        | 14 de Dezembro     | 15.280     | 0 (não possui) |

### Campeonato Gaúcho
O Campeonato Gaúcho de Futebol é disputado anualmente no estado do Rio Grande do Sul, sendo um dos mais tradicionais do Brasil. Iniciou-se em 1919, tendo sido interrompido apenas entre 1923 e 1924, devido à Revolução de 1923.
Participantes em 2019
| Equipe            | Cidade            | Estádio                | Capacidade | Títulos |
| ----------------- | ----------------- | ---------------------- | ---------- | --- |
| Aimoré            | São Leopoldo      | Cristo-Rei             | 10.000     | 0 (não possui) |
| Avenida           | Santa Cruz do Sul | Estádio dos Eucaliptos | 3.000      | 0 (não possui) |
| Brasil de Pelotas | Pelotas           | Bento Freitas          | 10.500     | 1 (1919) |
| Caxias            | Caxias do Sul     | Centenário             | 22.132     | 1 (2000) |
| Grêmio            | Porto Alegre      | Arena do Grêmio        | 55.662     | 38 (1921, 1922, 1926, 1931, 1932, 1946, 1949, 1956, 1957, 1958, 1959, 1960, 1962, 1963, 1964, 1965, 1966, 1967, 1968, 1977, 1979, 1980, 1985, 1986, 1987, 1988, 1989, 1990, 1993, 1995, 1996, 1999, 2001, 2006, 2007, 2010, 2018 e 2019)                                           |
| Internacional     | Porto Alegre      | Beira-Rio              | 50.128     | 45 (1927, 1934, 1940, 1941, 1942, 1943, 1944, 1945, 1947, 1948, 1950, 1951, 1952, 1953, 1955, 1961, 1969, 1970, 1971, 1972, 1973, 1974, 1975, 1976, 1978, 1981, 1982, 1983, 1984, 1991, 1992, 1994, 1997, 2002, 2003, 2004, 2005, 2008, 2009, 2011, 2012, 2013, 2014, 2015 e 2016) |
| Juventude         | Caxias do Sul     | Alfredo Jaconi         | 19.924     | 1 (1998) |
| Novo Hamburgo     | Novo Hamburgo     | Estádio do Vale        | 5.196      | 1 (2017) |
| Pelotas           | Pelotas           | Boca do Lobo           | 23.336     | 1 (1930) |
| São José de POA   | Porto Alegre      | Passo D'Areia          | 10.646     | 0 (não possui) |
| São Luiz de Ijuí  | Ijuí              | 19 de Outubro          | 5.217      | 0 (não possui) |
| Veranópolis       | Veranópolis       | Antônio David Farina   | 4.720      | 0 (não possui) |

### Copa Sul
A única edição da Copa Sul foi vencida pelo Grêmio, que na final venceu o Paraná Clube num play-off de 3 jogos. Foi realizada em 1999, tendo sido criada pela CBF, dando uma vaga para a disputa da Copa Conmebol de 1999 ao seu campeão. A vaga acabou herdada pelo Paraná Clube, após desistência do campeão Grêmio.

### Participantes

#### Paraná
Athletico Paranaense, Coritiba, Grêmio Maringá e Paraná Clube (vice-campeão).

#### Rio Grande do Sul
Caxias, Grêmio (campeão), Internacional e Juventude.

#### Santa Catarina
Avaí, Criciúma, Figueirense e Tubarão FC.

### Campeonato Sul-Brasileiro de Futebol(Torneio da Legalidade)
O Campeonato Sul-Brasileiro de Futebol foi uma competição organizada pela Federação Catarinense com apoio das federações Paranaense e Gaucha, em 1962. A competição possuía jogos de turno e returno, com o melhor colocado sendo o campeão. Disputavam os campeões e vice-campeões estaduais de 1961, com exceção do Coritiba, que fora convidado, pois o Comercial de Cornélio Procópio (Campeão Paranaense de 1961) desistiu. O campeão foi o Grêmio de Porto Alegre.

### Participantes

#### Paraná
Coritiba e Operário Ferroviário.

#### Rio Grande do Sul
Grêmio (campeão) e Internacional (vice-campeão).

#### Santa Catarina
Marcílio Dias e Metropol.